# Zhejiang
Lo Zhejiang (浙江S, ZhèjiāngP) è una provincia orientale costiera della Repubblica Popolare Cinese; le città principali dello Zhejiang sono Hangzhou (杭州, capitale), Ningbo (宁波), Taizhou (台州), Wenzhou (温州) e Jinhua (金华). L'origine del nome sta nella parola Zhè, antico nome del fiume Qiántáng; jiāng è il suffisso cinese che sta per fiume. Lo Zhejiang è una delle province più ricche e più sviluppate della Cina, rappresentando da sola circa il 6% del PIL nazionale.
Lo Zhejiang confina a nord con la provincia del Jiangsu e con la Municipalità di Shanghai, a nord-ovest con la provincia dell'Anhui, a ovest con la provincia del Jiangxi e a sud con la provincia del Fujian; ad est si affaccia sul Mar Cinese Orientale con molte città costiere.

## Etimologia
La provincia prende il nome dal fiume Qiantang, il principale fiume della provincia, il Qiantang era conosciuto come Zhijiang o Zhejiang.
Zhè letteralmente significa storto o tortuoso per via dei suoi numerosi tornanti e jiāng significa fiume

## Geografia fisica
La provincia di Zhejiang copre un'area di 101.800 km² ed è situata a sud del delta del fiume Yangtze, essa confina con la municipalità di Shanghai e la provincia di Jiangsu a nord, con la provincia di Anhui ad ovest, con le province del Jiangxi del Fujian a sud e con il Mar Cinese orientale a est.

### Territorio
Il territorio è prevalentemente montuoso, montagne e colline rappresentano il 74,63% del territorio, le pianure rappresentano il 20,42% e fiumi e laghi il restante 5,05%.
La provincia ha una costa di 2.253,7 km e 2.878 isole (un quinto di tutte le isole della Cina e la provincia con il numero maggiore) con una superficie superiore a 500 m², tra di esse vi è la quarta isola più grande della Cina, l'isola di Zhoushan che ha una superficie di 502,65 km².

### Clima
La provincia ha un clima subtropicale dovuto alla bassa latitudine, ciò provoca notevoli differenze stagionali per le precipitazioni e le temperature.
Le precipitazioni variano da 980 a 2.000 mm l'anno. Le temperature sono tra 15 e 18 °C con massime stagionali di 33-43 °C e minime stagionali di −2,2-−17,4 °C.

## Amministrazione
La suddivisione della provincia dello Zhejiang è articolata sui seguenti tre livelli: prefetture (州 zhōu), a loro volta suddivise in contee (县 xiàn), che a loro volta sono suddivise in località (镇 zhèn).
- 11 prefetture (州 zhōu), tutte costituite da città con status di prefettura;
- 90 contee (县 xiàn):
  - 22 città-contea (县级市 xiànjíshì);
  - 35 contee (县 xiàn);
  - 1 contea autonoma (自治县 zìzhìxiàn);
  - 32 distretti (市辖区 shìxiáqū);
- 1598 Città (镇 zhèn):
  - 783 Città (镇 zhèn);
  - 526 Comuni (乡 xiāng);
  - 14 Comuni etnici (民族乡 mínzúxiāng);
  - 275 Sotto-distretti (街道办事处 jiēdàobànshìchù);

Mappa della suddivisione amministrativa della provincia:
| Mappa | #        | Nome   | Hànzì        | Pīnyīn                 | Amministrazione       | Tipologia |
| ----- | -------- | ------ | ------------ | ---------------------- | --------------------- | --------- |
|       |          |        |              |                        |                       |           |
| 1     | Hangzhou | 杭州市 | Hángzhōu Shì | Distretto di Gongshu   | Città sub-provinciale |           |
| 2     | Ningbo   | 宁波市 | Níngbō Shì   | Distretto di Haishu    | Città sub-provinciale |           |
| 3     | Huzhou   | 湖州市 | Húzhōu Shì   | Distretto di Wuxing    | Città-prefettura      |           |
| 4     | Jiaxing  | 嘉兴市 | Jiāxīng Shì  | Distretto di Nanhu     | Città-prefettura      |           |
| 5     | Jinhua   | 金华市 | Jīnhuá Shì   | Distretto di Wucheng   | Città-prefettura      |           |
| 6     | Lishui   | 丽水市 | Líshuǐ Shì   | Distretto di Liandu    | Città-prefettura      |           |
| 7     | Quzhou   | 衢州市 | Qúzhōu Shì   | Distretto di Kecheng   | Città-prefettura      |           |
| 8     | Shaoxing | 绍兴市 | Shàoxīng Shì | Distretto di Yuecheng  | Città-prefettura      |           |
| 9     | Taizhou  | 台州市 | Tāizhōu Shì  | Distretto di Jiaojiang | Città-prefettura      |           |
| 10    | Wenzhou  | 温州市 | Wēnzhōu Shì  | Distretto di Lucheng   | Città-prefettura      |           |
| 11    | Zhoushan | 舟山市 | Zhōushān Shì | Distretto di Dinghai   | Città-prefettura      |           |

## Storia

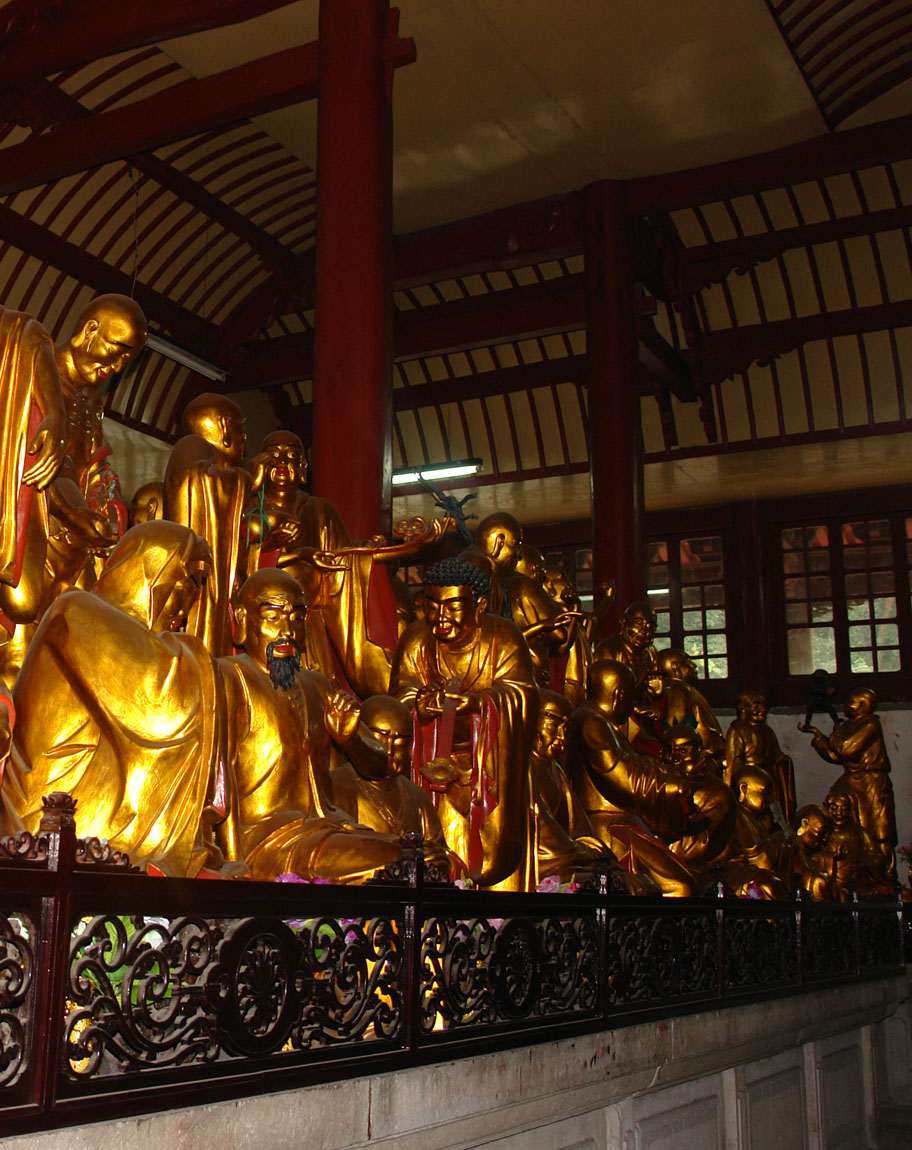
Interno del Tempio Guoqing

All'epoca della Dinastia Zhou (XVI secolo a.C. - XX secolo a.C.), lo Zhejiang era al di fuori della sfera di influenza della prima vera e propria civiltà cinese. La regione era popolata dagli Yue, a loro volta suddivisi in Dongyue e Ouyue. Durante il Periodo delle primavere e degli autunni nel Nord dello Zhejiang emerse il regno di Yue, un reame molto influenzato dalla civiltà cinese, che raggiunse il suo massimo splendore sotto Guojian di Yue, riuscendo, nel 473 a.C., a prevalere su una delle maggiori potenze dell'epoca, il regno di Wu, situato a Nord. Nel 333 a.C. Yue fu a sua volta conquistato dal Regno di Chu, un reame occidentale. Ciò avveniva prima che nel 221 a.C. il regno di Qin soggiogasse tutti i reami cinesi, unificandoli sotto il proprio controllo e fondando il primo impero cinese.
Durante la dinastia Qin (221 a.C.-206 a.C.) e la dinastia Han (206 a.C.-220 d.C.) gli Yue riuscirono a preservare le proprie strutture politiche e sociali, malgrado lo Zhejiang fosse sotto il controllo dell'impero centrale. Tale controllo era in alcuni casi solo nominale, soprattutto nel caso dello Zhejiang meridionale, dal momento che la provincia si trovava ai confini dell'impero. Intorno alla fine della dinastia Han, lo Zhejiang divenne il feudo di signorotti quali Yan Baihu e Wang Lang. In seguito, sia Yan che Wang, sarebbero stati sconfitti da Sun Ce e Sun Quan, il quale fondò il regno di Wu (222-280), uno dei Tre Regni.
A partire dal IV secolo la Cina subì una serie di invasioni ad opera di popolazioni nomadi, che conquistarono l'intero Nord del paese, fondandovi i Sedici Regni (il numero 16 è da considerare puramente simbolico, dato che il numero di questi regni era superiore) e dando vita alle Dinastie Settentrionali. In seguito alle invasioni, un enorme numero di profughi si trasferì dal Nord dal Sud della Cina, che divenne sede della dinastia Jìn e delle Dinastie Meridionali. Tale processo accelerò la cinesizzazione della Cina del Sud, e dello Zhejiang in particolare.
L'unità dell'impero fu ristabilita dalla dinastia Sui, che edificò il Gran Canale, che collegava la città di Hangzhou alla Pianura della Cina Settentrionale, consentendo allo Zhejiang l'accesso al cuore della civiltà cinese.
Al tempo della Dinastia Tang (618-907) - epoca d'oro della civiltà cinese - lo Zhejiang divenne parte del Circuito del Jiangnandong, acquisendo una notevole prosperità. Dopo il crollo della dinastia Tang, lo Zhejiang divenne parte del territorio del reame di Wuyue.
L'unità dell'impero fu ristabilita, intorno al 960 dalla Dinastia Song Settentrionale. Fu in questo periodo che il Sud della Cina riuscì a superare il Nord per prosperità e ricchezza. Il periodo di massimo splendore dello Zhejiang fu dovuto alla perdita, nel 1127 del Nord della Cina ad opera degli Jurchi. Hangzhou, la capitale provinciale, divenne capitale della Dinastia Song Meridionale, una dinastia Han, che regnava sui territori della Cina meridionale. Famosa per la sua prosperità e bellezza, Hangzhou era probabilmente una delle città più grandi al mondo. Archiviato il 18 agosto 2016 in Internet Archive.
A partire da allora, lo Zhejiang del Nord, insieme allo Jiangsu meridionale, divennero sinonimi del lusso e dell'opulenza della cultura cinese. La conquista Mongola nel 1279 e la fondazione della Dinastia Yuan segnarono il declino politico di Hangzhou, anche se la città continuava a prosperare. Sembra che Hangzhou sia stata visitata da Marco Polo, che la rinominò "Kinsay", considerandola la "più bella e nobile città del mondo". 

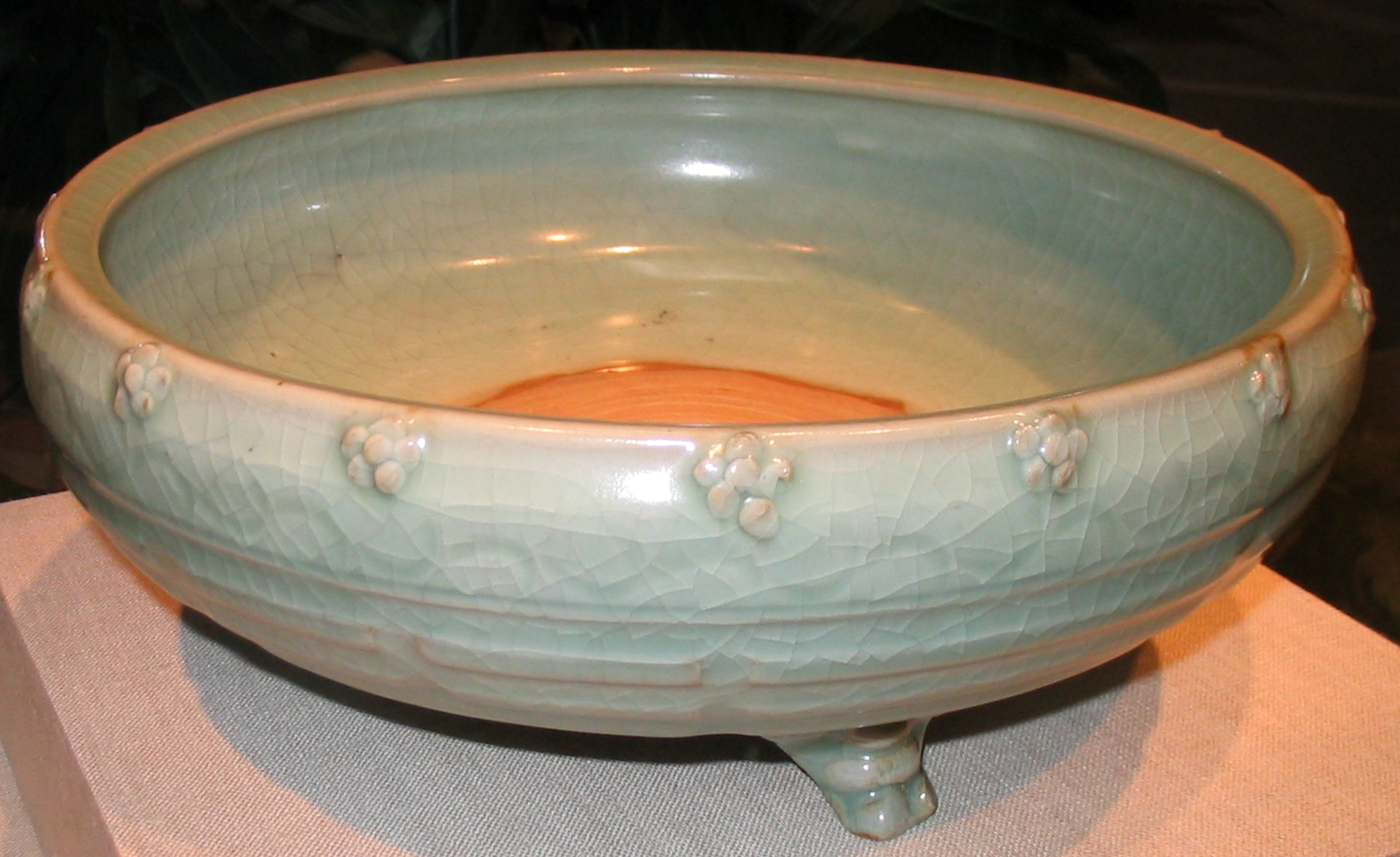
Tripode della Dinastia Ming ritrovato nella provincia del Zhejiang. [Museo Smithsonian] di Washington

Gli attuali confini della provincia furono fissati nel periodo della Dinastia Ming, che prevalse sui Mongoli nel 1368, e da allora hanno subito poche variazioni. Dopo la fondazione della Repubblica Popolare Cinese, nel 1949, le Isole Dachen restarono sotto il controllo della Repubblica di Cina fino al 1955. Inoltre, si cercò di fondare un'"anti-governo" della provincia dello Zhejiang.
Il Sud dello Zhejiang è sede di territori prevalentemente montuosi, inadatti all'agricoltura, ed è tradizionalmente una regione sottosviluppata. Le riforme economiche di Deng Xiaoping tuttavia hanno prodotto notevoli cambiamenti. Lo Zhejiang del Sud, e particolarmente le città di Wenzhou e Yiwu sono diventate due dei maggior centri del commercio da esportazione, grazie allo spirito imprenditoriale dei loro abitanti, ai bassi costi della manodopera, al duro lavoro ed alla capacità di osservazione dei mercati mondiali. Combinato con la tradizionale ricchezza dello Zhejiang del Nord, ciò ha consentito allo Zhejiang di sorpassare altre province, diventando una delle province più prospere della Cina.

## Società

### Evoluzione demografica
Il settimo censimento nazionale avvenuto nel 2020 ha riportato una popolazione permanente di 64.567.588 persone, un incremento di 10.140.697 persone o del 18,63% rispetto al sesto censimento nazionale del 2010 che registrava una popolazione di 54.426.891 persone.
Il rapporto tra sessi è fortemente sbilanciato a favore degli uomini con 109,04 uomini ogni 100 donne, in percentuale gli uomini sono il 52,16% della popolazione mentre le donne sono il 47,84%.
La popolazione è fortemente concentrata negli insediamenti urbani ove risiede il 72,17% della popolazione (superiore alla media nazionale del 63,89%) mentre nelle campagne risiede il 27,83% della popolazione.

## Cultura

### Istruzione
Il 24,49% dei 43.265.300 abitanti in età lavorativa (16-59 anni) ha un'istruzione universitaria o superiore, un incremento di 11,98 punti percentuali rispetto al 2010 e un risultato superiore dello 0,88% alla media nazionale del 23,61%.

### Cucina
La cucina dello Zhejiang appartiene a una delle otto scuole della cucina cinese.

## Economia
Lo Zhejiang è una delle province più ricche e sviluppate della Cina, è infatti la quarta provincia con l'economia più grande pari a 7.351,60 miliardi di yuan o 1.140 miliardi di dollari e un PIL Pro capite di 113.900 yuan o 17.660 dollari (a un tasso di conversione di 6,45 yuan per dollaro statunitense).

### Settore primario
La provincia ha una delle agricolture più diversificate e produttive del paese, essa costituiva il 3,5% del PIL provinciale nel 2018, nonostante solo un quinto del territorio sia coltivabile per via del territorio montuoso. È la più grande produttrice di tè e la seconda produttrice di seta della Cina, ma i raccolti principali sono colture alimentari di base come riso, grano, orzo, mais e patate dolci che occupano due terzi delle terre arabili, il restante terreno agricolo è coltivato a colza, canna da zucchero, tabacco, iuta, ramiè e cotone.
L'allevamento è principalmente concentrato nella produzione di maiali, pollame e pesce.

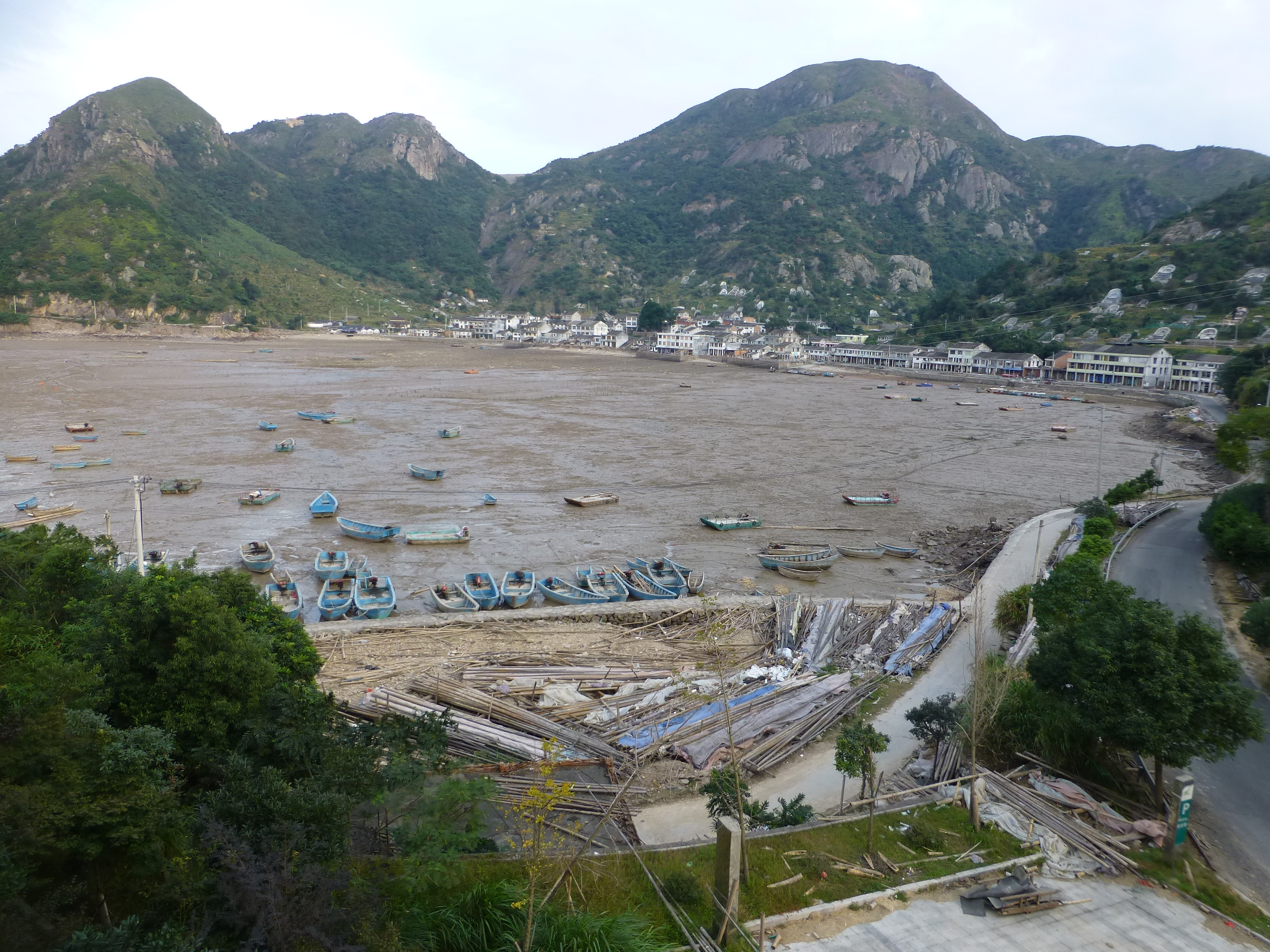
Yuao, un villaggio di pescatori nel sud dello Zhejiang

La pesca è anch'essa molto sviluppata, favorita dai fondali bassi e dalla presenza dell'incontro delle correnti oceaniche.

### Industrie
Lo Zhejiang è una provincia industriale, il 41,8% del PIL provinciale del 2018 era infatti costituito dal settore industriale ch'è concentrato nelle industrie alimentari, tessili ed elettroniche.
Una delle industrie, è Sanhua che opera sulla produzione di componenti di controllo del riscaldamento, dell'aria condizionata e della refrigerazione.

### Trasporti
La rete infrastrutturale dei trasporti è molto sviluppata, con 2.600 km di reti ferroviarie, 120.000 km di strade asfaltate e uno dei porti mercantili più trafficati al mondo, situato nella città di Ningbo.

## Cinesi in Italia
La stragrande maggioranza dei cinesi in Italia proviene dal sud dello Zhejiang, soprattutto da Wenzhou, e in particolare dalla contea di Qingtian (oggi parte della città di Lishui).